# 卡斯特利丹斯
卡斯特利丹斯，是西班牙加泰罗尼亚莱里达省的一个市镇。 总面积65平方公里，总人口939人（2001年），人口密度14人/平方公里。